# Assignan
Assignan é uma comuna francesa na região administrativa de Occitânia, no departamento de Hérault. Estende-se por uma área de 7,95 km². Em 2010 a comuna tinha 164 habitantes (densidade: 20,6 hab./km²).